# Nuoto ai campionati mondiali di nuoto 2022 - 50 metri dorso maschili
La gara di nuoto dei 50 metri dorso maschili dei campionati mondiali di nuoto 2022 è stata disputata il 24 e 25 giugno 2022 presso la Duna Aréna di Budapest. Vi hanno preso parte 49 atleti provenienti da 43 nazioni.
La competizione è stata vinta dal nuotatore statunitense Justin Ress, mentre l'argento e il bronzo sono andati rispettivamente all'altro statunitense Hunter Armstrong e al polacco Ksawery Masiuk.

## Podio
| Posizione | Atleta           | Nazionalità |
| --------- | ---------------- | ----------- |
| Oro       | Justin Ress      | Stati Uniti |
| Argento   | Hunter Armstrong | Stati Uniti |
| Bronzo    | Ksawery Masiuk   | Polonia     |

## Programma
| Data           | Ora (UTC+2) | Turno      |
| -------------- | ----------- | ---------- |
| 24 giugno 2022 | 09:23       | Batterie   |
| 24 giugno 2022 | 19:09       | Semifinali |
| 25 giugno 2022 | 18:02       | Finale     |

## Record
Prima della competizione il record del mondo e il record dei campionati erano i seguenti:
| Record mondiale       | 23"71 | Hunter Armstrong Stati Uniti | 28 aprile 2022 Greensboro, Stati Uniti |
| Record dei campionati | 24"04 | Liam Tancock Gran Bretagna   | 2 agosto 2009 Roma, Italia             |

Nel corso della competizione non sono stati migliorati.

## Risultati

### Batterie
| Pos. | Batteria | Corsia | Atleta                    | Nazionalità                   | Tempo | Note   |
| ---- | -------- | ------ | ------------------------- | ----------------------------- | ----- | ------ |
| 1    | 5        | 4      | Justin Ress               | Stati Uniti                   | 24"24 | Q      |
| 2    | 6        | 3      | Ole Braunschweig          | Germania                      | 24"58 | Q,     |
| 3    | 6        | 1      | Thomas Ceccon             | Italia                        | 24"62 | Q,     |
| 4    | 6        | 4      | Hunter Armstrong          | Stati Uniti                   | 24"63 | Q      |
| 5    | 4        | 3      | Ksawery Masiuk            | Polonia                       | 24"64 | Q      |
| 6    | 6        | 5      | Isaac Cooper              | Australia                     | 24"67 | Q      |
| 7    | 4        | 4      | Robert Glință             | Romania                       | 24"79 | Q      |
| 8    | 5        | 6      | Ryōsuke Irie              | Giappone                      | 24"85 | Q, RIT |
| 9    | 4        | 5      | Apostolos Christou        | Grecia                        | 24"88 | Q      |
| 10   | 6        | 6      | Mewen Tomac               | Francia                       | 25"01 | Q      |
| 11   | 4        | 6      | Andrew Jeffcoat           | Nuova Zelanda                 | 25"06 | Q      |
| 12   | 5        | 7      | Michael Laitarovsky       | Israele                       | 25"08 | Q      |
| 13   | 4        | 7      | Tomasz Polewka            | Polonia                       | 25"10 | Q      |
| 14   | 5        | 8      | Xu Jiayu                  | Cina                          | 25"12 | Q      |
| 15   | 6        | 2      | Guilherme Dias            | Brasile                       | 25"15 | Q      |
| 16   | 5        | 2      | Michele Lamberti          | Italia                        | 25"16 | Q      |
| 16   | 6        | 7      | Yohann Ndoye Brouard      | Francia                       | 25"16 | Q      |
| 18   | 3        | 3      | Javier Acevedo            | Canada                        | 25"18 |        |
| 19   | 5        | 5      | Hugo González de Oliveira | Spagna                        | 25"26 |        |
| 20   | 4        | 8      | Lee Ju-ho                 | Corea del Sud                 | 25"31 |        |
| 21   | 5        | 1      | Richárd Bohus             | Ungheria                      | 25"47 |        |
| 21   | 5        | 3      | Mitch Larkin              | Australia                     | 25"47 |        |
| 23   | 5        | 9      | Chuang Mu-lun             | Taipei cinese                 | 25"55 |        |
| 24   | 3        | 2      | Ģirts Feldbergs           | Lettonia                      | 25"62 |        |
| 24   | 4        | 1      | Bence Szentes             | Ungheria                      | 25"62 |        |
| 26   | 6        | 9      | Quah Zheng Wen            | Singapore                     | 25"79 |        |
| 27   | 6        | 8      | Jan Čejka                 | Rep. Ceca                     | 25"89 |        |
| 28   | 4        | 0      | Daniel Zaitsev            | Estonia                       | 26"01 |        |
| 29   | 4        | 9      | I Gede Siman Sudartawa    | Indonesia                     | 26"09 |        |
| 30   | 3        | 1      | Jack Kirby                | Barbados                      | 26"11 |        |
| 31   | 6        | 0      | Charles Hockin            | Paraguay                      | 26"17 |        |
| 32   | 3        | 4      | Max Mannes                | Lussemburgo                   | 26"19 |        |
| 33   | 5        | 0      | Yeziel Morales            | Porto Rico                    | 26"23 |        |
| 34   | 3        | 5      | Lau Shiu Yue              | Hong Kong                     | 26"41 |        |
| 35   | 3        | 7      | Elias Ardiles             | Cile                          | 26"71 |        |
| 36   | 3        | 6      | Filippos Iakovidis        | Cipro                         | 26"91 |        |
| 37   | 2        | 0      | Ali Al-Essa               | Arabia Saudita                | 27"26 |        |
| 38   | 1        | 4      | Omar Al-Rowaila           | Brunei                        | 27"28 |        |
| 39   | 3        | 0      | Bede Aitu                 | Isole Cook                    | 28"03 |        |
| 40   | 1        | 3      | Mekhayl Engel             | Curaçao                       | 28"10 |        |
| 41   | 2        | 1      | Juhn Tenorio              | Isole Marianne Settentrionali | 28"18 |        |
| 42   | 2        | 3      | Samiul Islam Rafi         | Bangladesh                    | 28"22 |        |
| 43   | 1        | 5      | Jeno Heyns                | Suriname                      | 28"41 |        |
| 44   | 3        | 8      | Andrej Stojanovski        | Macedonia del Nord            | 28"43 |        |
| 45   | 2        | 2      | José Manuel Campo         | El Salvador                   | 28"45 |        |
| 46   | 3        | 9      | Rohan Shearer             | Turks e Caicos                | 28"89 |        |
| 47   | 2        | 5      | Mohamed Aan Hussain       | Maldive                       | 29"57 |        |
| 48   | 2        | 4      | Adnan Kabuye              | Uganda                        | 29"65 |        |
| 49   | 2        | 7      | Aseel Khousrof            | Yemen                         | 35"39 |        |
| -    | 2        | 6      | Faizan Akbar              | Pakistan                      | -     | dns    |
| -    | 2        | 8      | Hasan Al-Zinkee           | Iraq                          | -     | dns    |
| -    | 4        | 2      | Mohamed Elsayed           | Egitto                        | -     | dns    |

### Semifinali
| Pos. | Semifinale | Corsia | Atleta               | Nazionalità   | Tempo | Note |
| ---- | ---------- | ------ | -------------------- | ------------- | ----- | ---- |
| 1    | 2          | 4      | Justin Ress          | Stati Uniti   | 24"14 | Q    |
| 2    | 1          | 5      | Hunter Armstrong     | Stati Uniti   | 24"16 | Q    |
| 3    | 1          | 6      | Apostolos Christou   | Grecia        | 24"39 | Q    |
| 4    | 2          | 5      | Thomas Ceccon        | Italia        | 24"46 | Q,   |
| 5    | 2          | 3      | Ksawery Masiuk       | Polonia       | 24"48 | Q    |
| 6    | 2          | 6      | Robert Glință        | Romania       | 24"54 | Q    |
| 7    | 1          | 3      | Isaac Cooper         | Australia     | 24"60 | Q    |
| 8    | 1          | 4      | Ole Braunschweig     | Germania      | 24"61 | Q    |
| 9    | 1          | 8      | Yohann Ndoye Brouard | Francia       | 24"79 |      |
| 10   | 1          | 1      | Guilherme Basseto    | Brasile       | 24"85 |      |
| 11   | 2          | 8      | Michele Lamberti     | Italia        | 24"86 |      |
| 12   | 2          | 1      | Xu Jiayu             | Cina          | 24"90 |      |
| 13   | 1          | 2      | Andrew Jeffcoat      | Nuova Zelanda | 24"91 |      |
| 13   | 2          | 2      | Mewen Tomac          | Francia       | 24"91 |      |
| 15   | 2          | 7      | Michael Laitarovsky  | Israele       | 25"11 |      |
| 16   | 1          | 7      | Tomasz Polewka       | Polonia       | 25"28 |      |

### Finale
| Pos.    | Corsia | Atleta             | Nazionalità | Tempo | Note |
| ------- | ------ | ------------------ | ----------- | ----- | ---- |
| Oro     | 4      | Justin Ress        | Stati Uniti | 24"12 |      |
| Argento | 5      | Hunter Armstrong   | Stati Uniti | 24"14 |      |
| Bronzo  | 2      | Ksawery Masiuk     | Polonia     | 24"49 |      |
| 4       | 6      | Thomas Ceccon      | Italia      | 24"51 |      |
| 5       | 3      | Apostolos Christou | Grecia      | 24"57 |      |
| 5       | 7      | Robert Glință      | Romania     | 24"57 |      |
| 7       | 8      | Ole Braunschweig   | Germania    | 24"66 |      |
| 8       | 1      | Isaac Cooper       | Australia   | 24"76 |      |